# Musée Sérusier
Le musée Sérusier est un musée d'art français à Châteauneuf-du-Faou, dans le Finistère, en Bretagne. Consacré à Paul et Marguerite Sérusier, il a ouvert le 21 juin 2025. Ses collections comptent alors 104 œuvres des deux artistes, dont une vingtaine de peintures.

## Collections

### Paul Sérusier
- Paul Sérusier, Bretonne assise dans une chapelle, vers 1887-1888[2].
- Paul Sérusier, Marchande de poterie au parapluie, 1892.
- Paul Sérusier, Nature morte au livre de Platon, vers 1893.
- Paul Sérusier, La Foire à Châteauneuf-du-Faou, 1903.
- Paul Sérusier, Paysage aux arbres noirs, 1906.
- Paul Sérusier, Autoportrait à la barbe rutilante, vers 1907-1908[3].
- Paul Sérusier, Paysage au ruisseau dans la forêt, 1917.
- Paul Sérusier, Entrée de l'église, sans date[4].

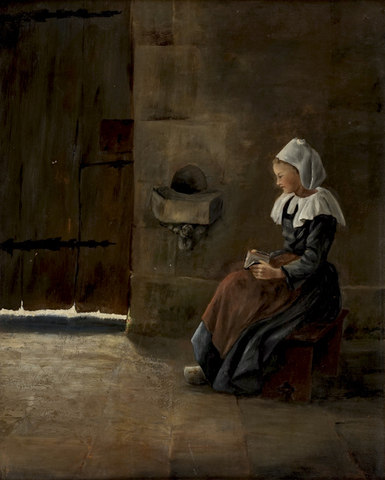
Paul Sérusier, Bretonne assise dans une chapelle, vers 1887-1888.
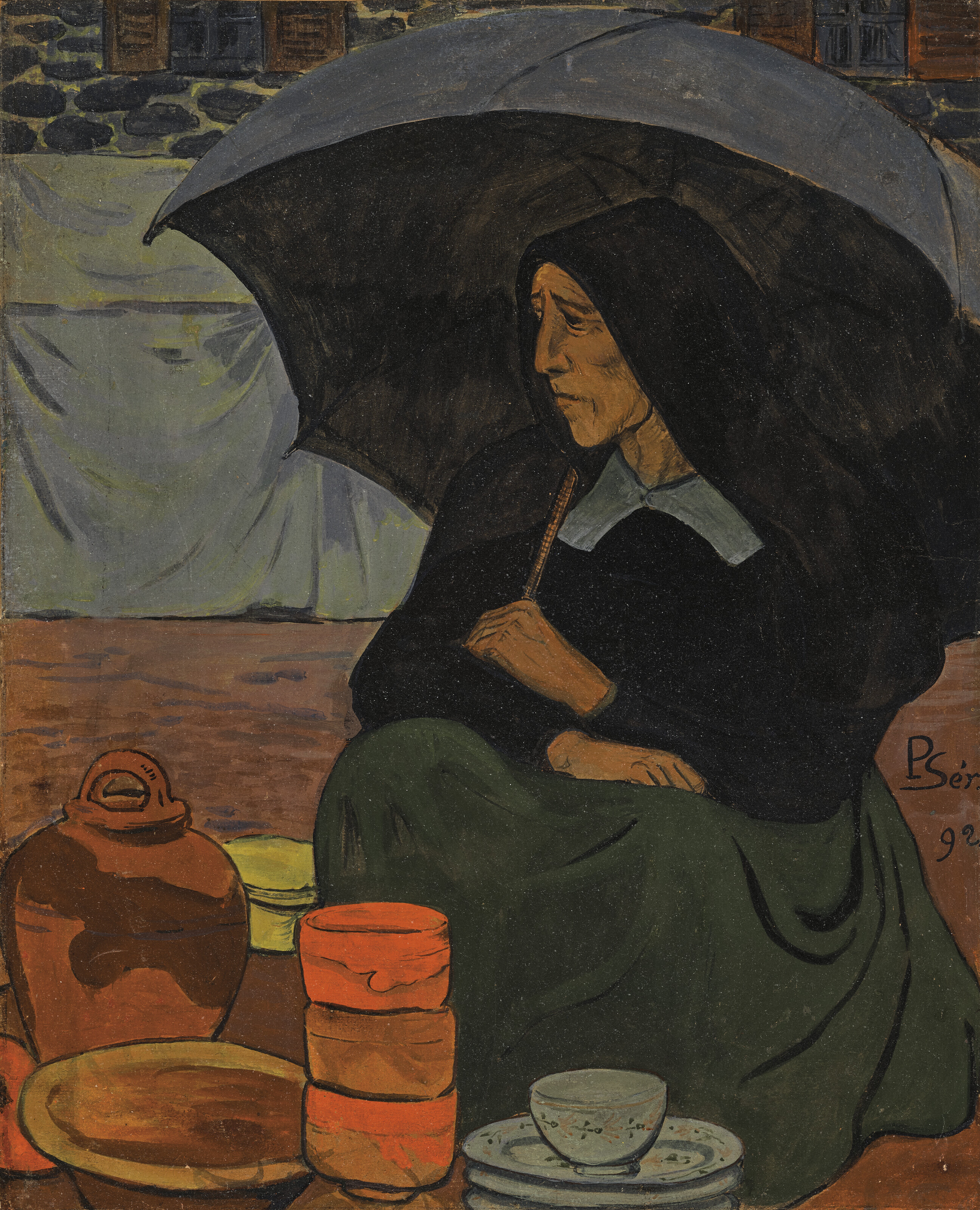
Paul Sérusier, Marchande de poterie au parapluie, 1892.
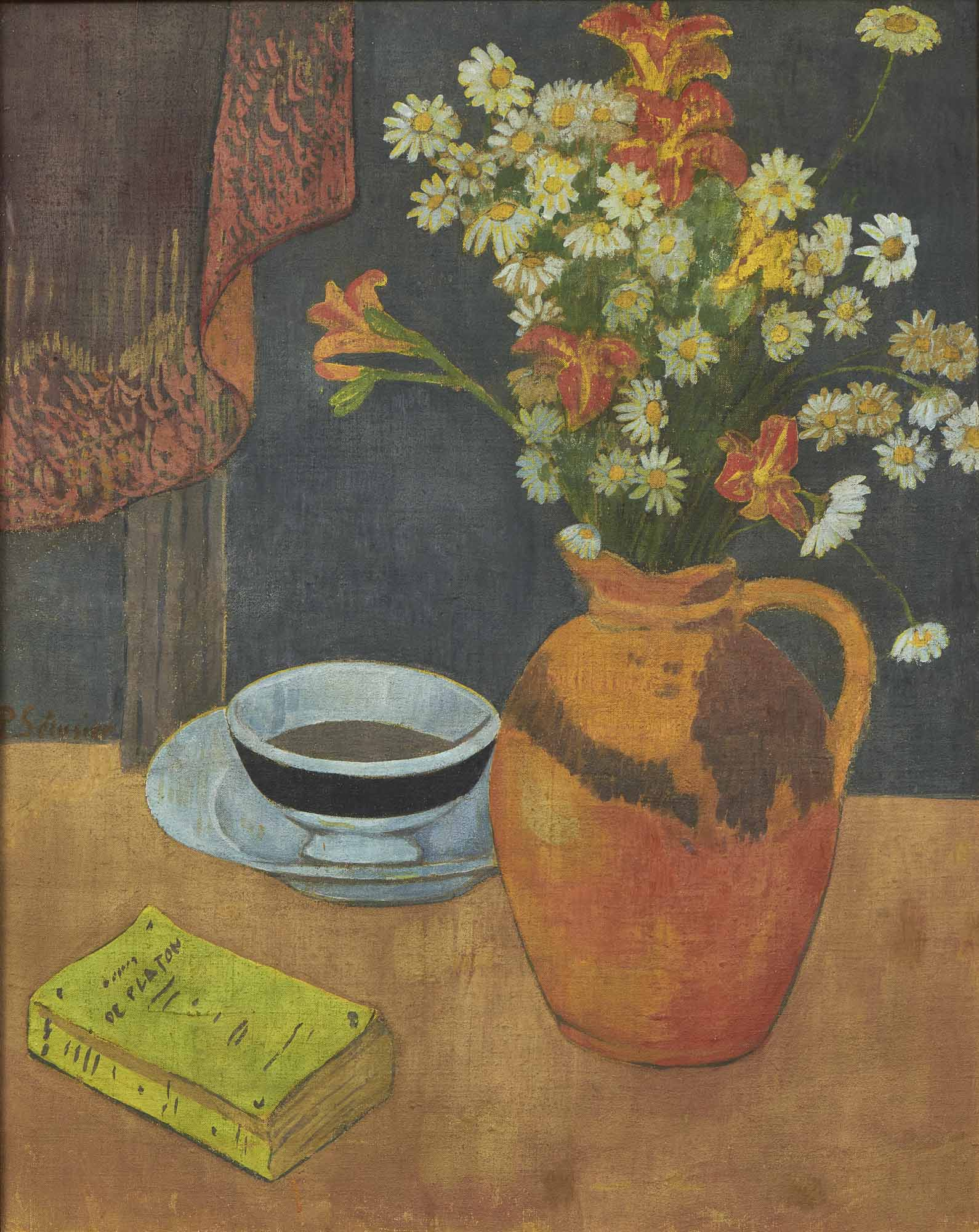
Paul Sérusier, Nature morte au livre de Platon, vers 1893.
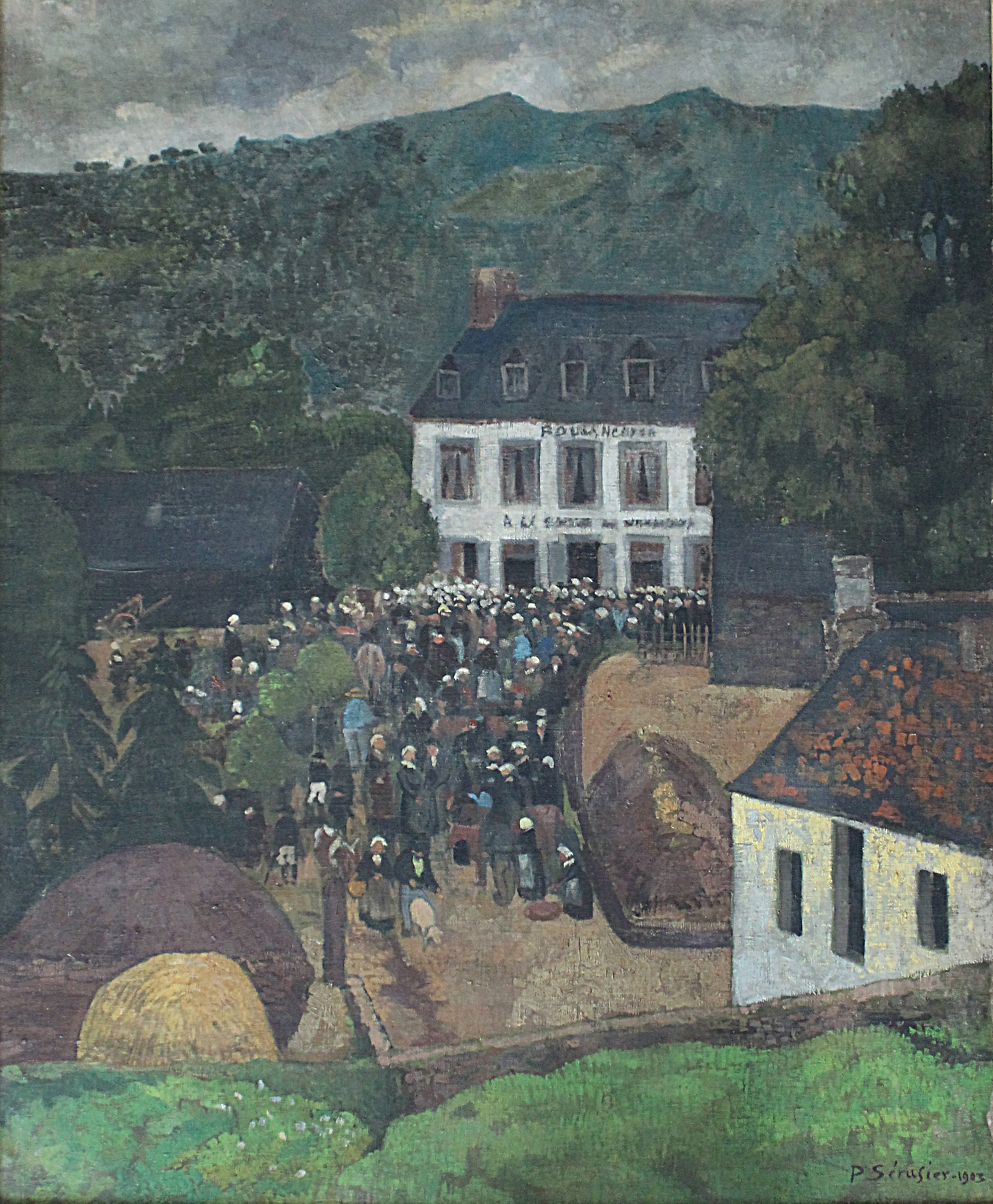
Paul Sérusier, La Foire à Châteauneuf-du-Faou, 1903.
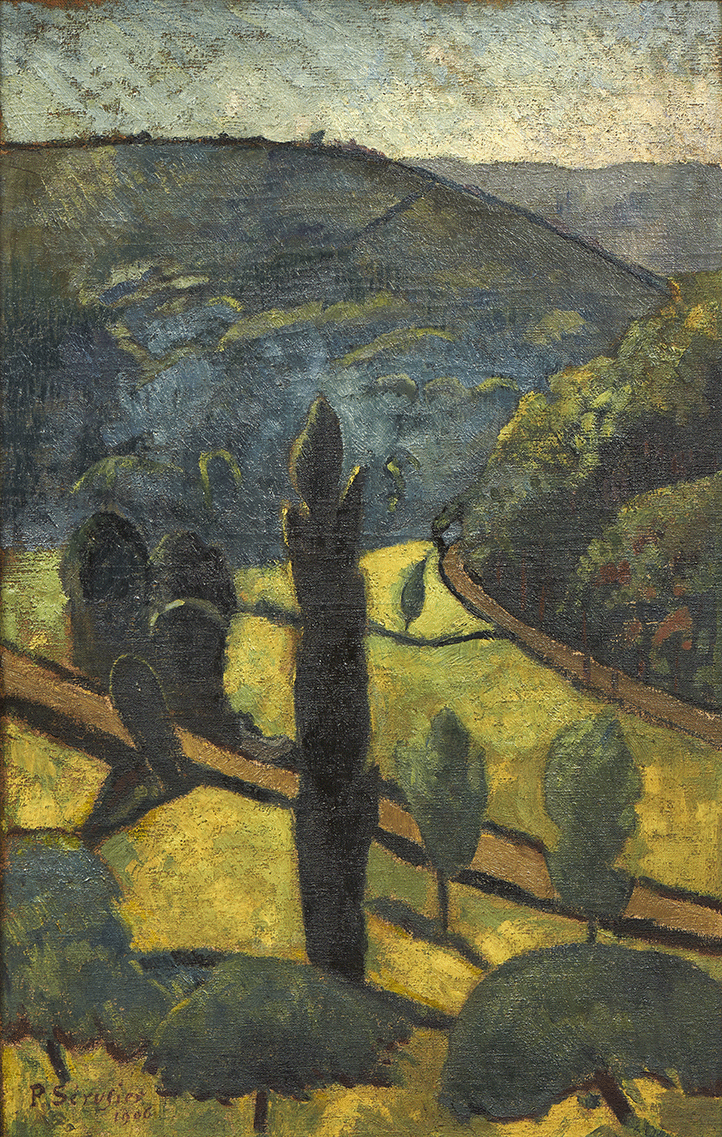
Paul Sérusier, Paysage aux arbres noirs, 1906.
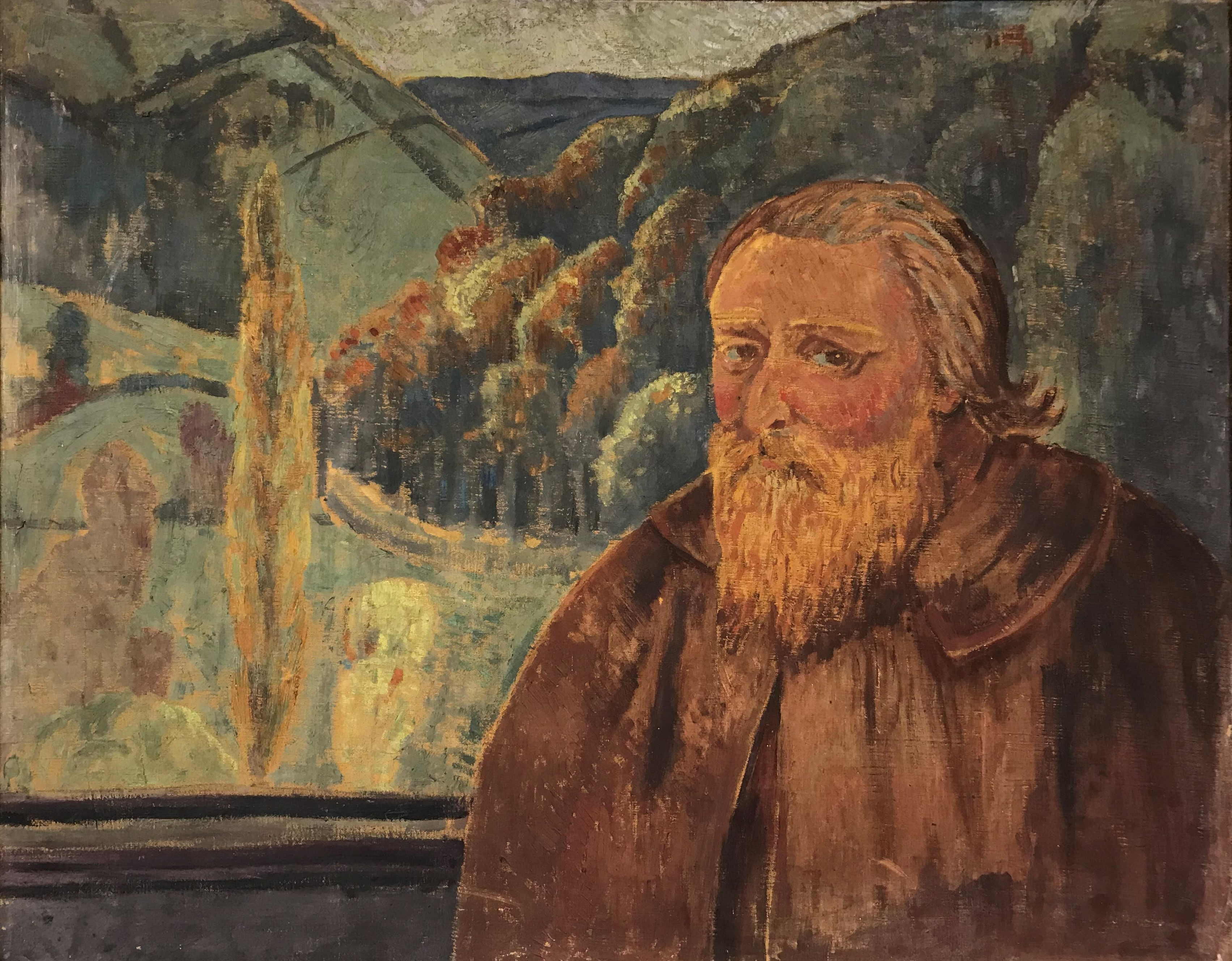
Paul Sérusier, Autoportrait à la barbe rutilante, vers 1907-1908.
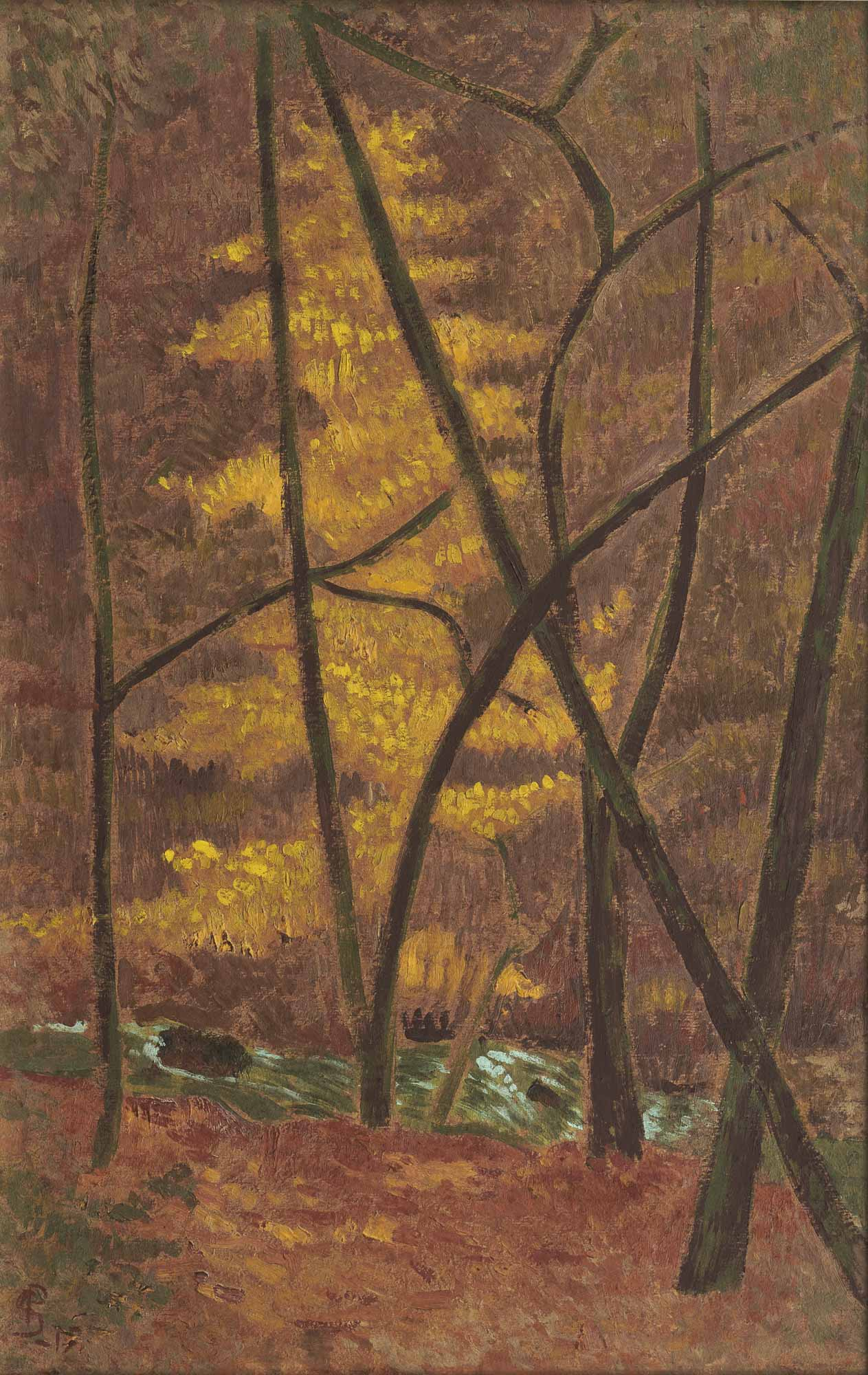
Paul Sérusier, Paysage au ruisseau dans la forêt, 1917.

### Marguerite Sérusier
- Marguerite Sérusier, Le Pardon de Notre-Dame-des-Portes à Châteauneuf-du-Faou, 1933.
- Marguerite Sérusier, L'Aulne à Châteauneuf, 1942[5].
- Marguerite Sérusier, Gerbes de blé noir rouge, 1942.
- Marguerite Sérusier, La Vallée verte enneigée, 1945.
- Marguerite Sérusier, Cerisier en fleurs près de la rivière, 1948.
- Marguerite Sérusier, Bouquet de dahlias, sans date.

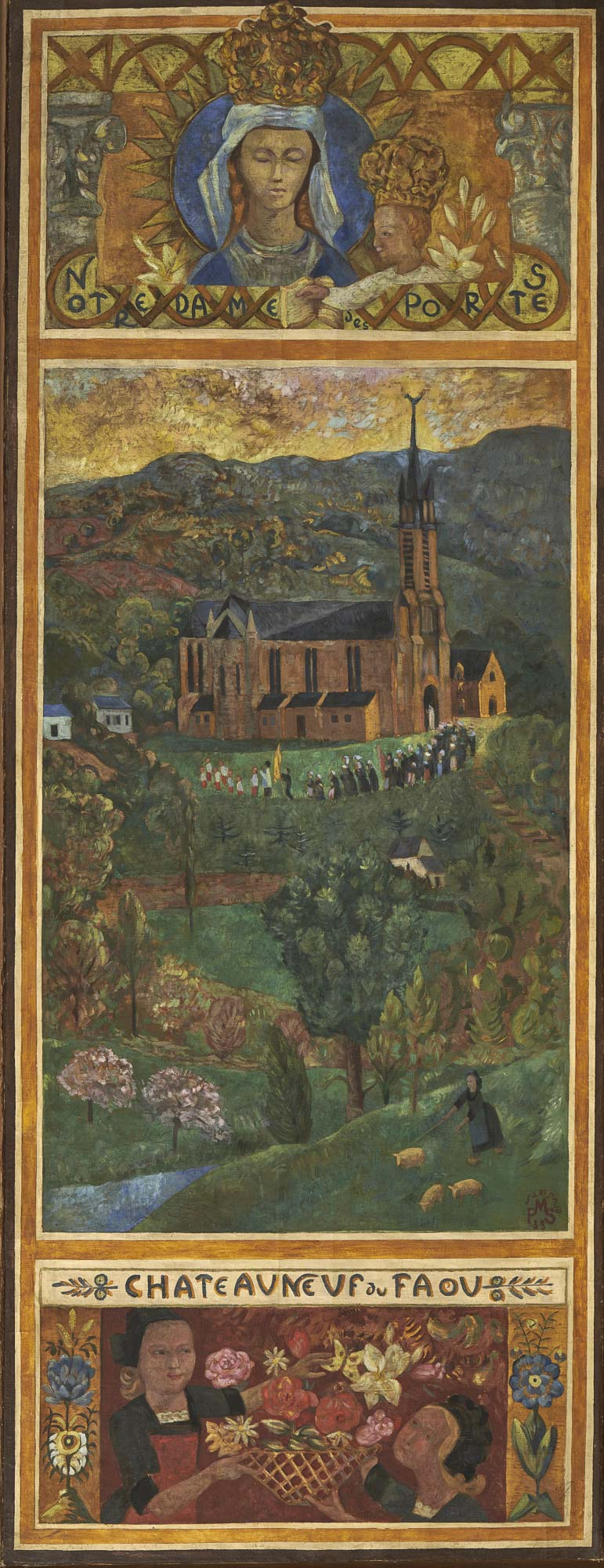
Marguerite Sérusier, Le Pardon de Notre-Dame-des-Portes à Châteauneuf-du-Faou, 1933.
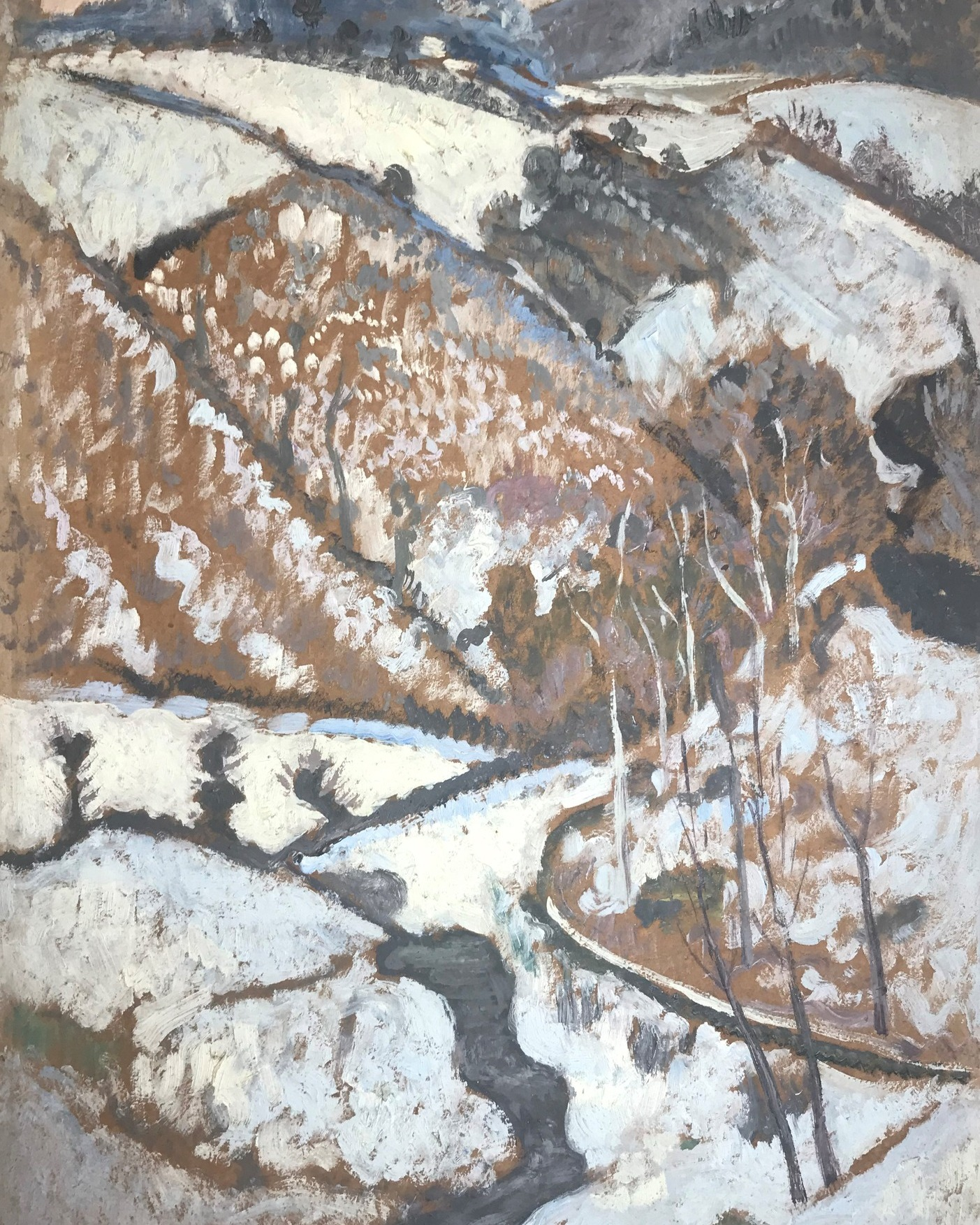
Marguerite Sérusier, La Vallée verte enneigée, 1945.
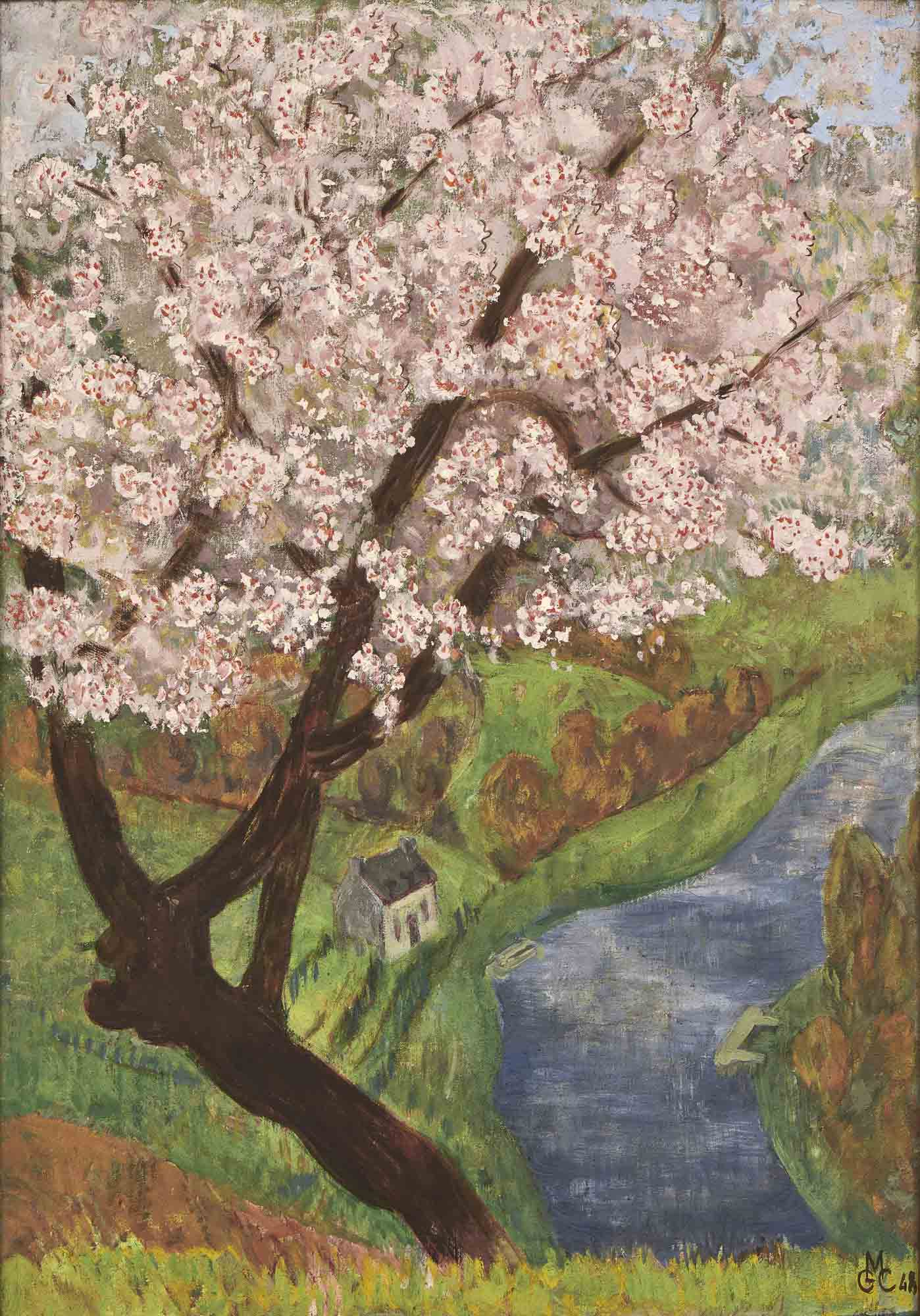
Marguerite Sérusier, Cerisier en fleurs près de la rivière, 1948.
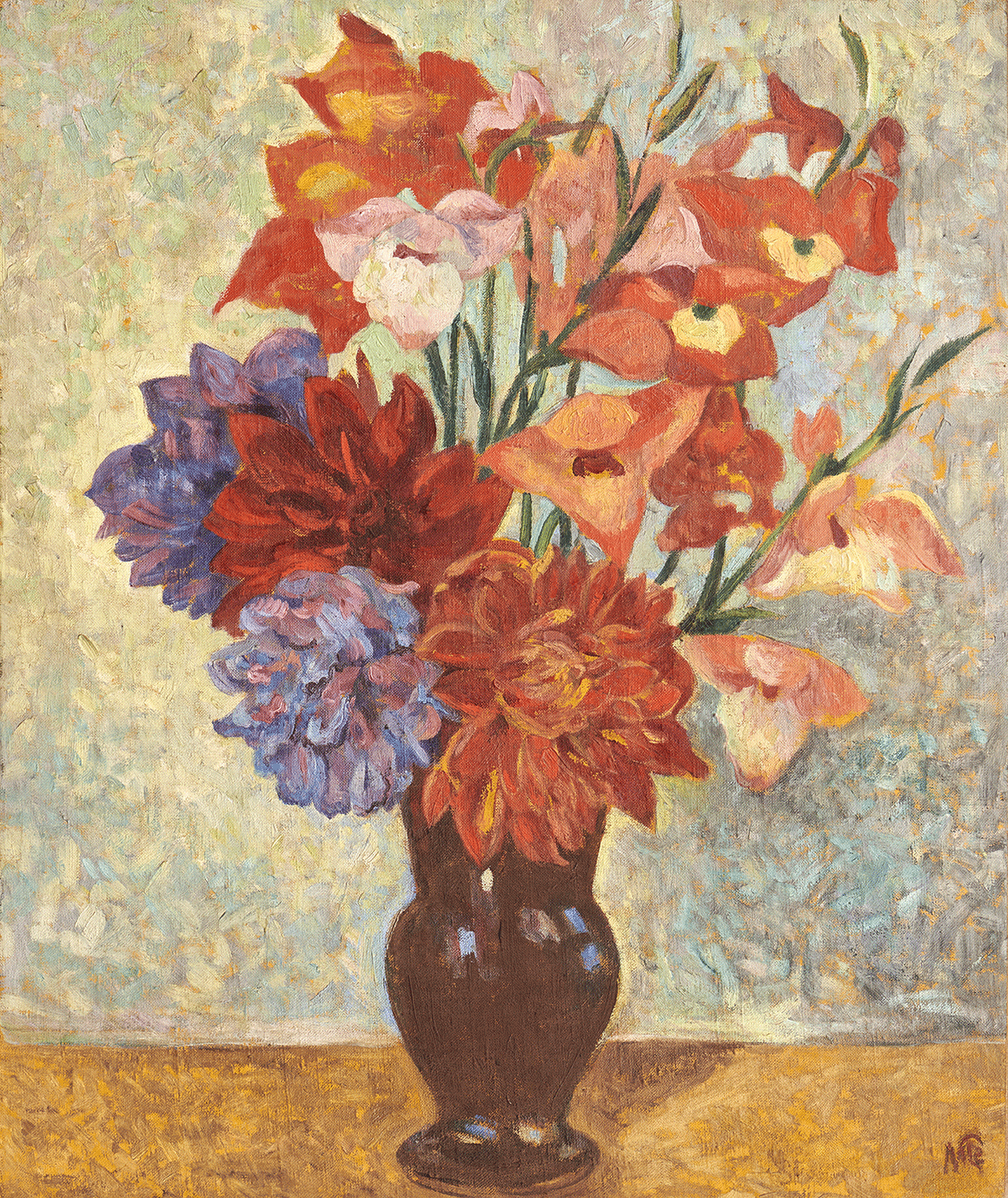
Marguerite Sérusier, Bouquet de dahlias, sans date.

### Autres artistes
- Georges Michelet, Paul Sérusier, 1887.
- Pierre-Eugène Clairin, Falaises rocheuses, vers 1918-1919.

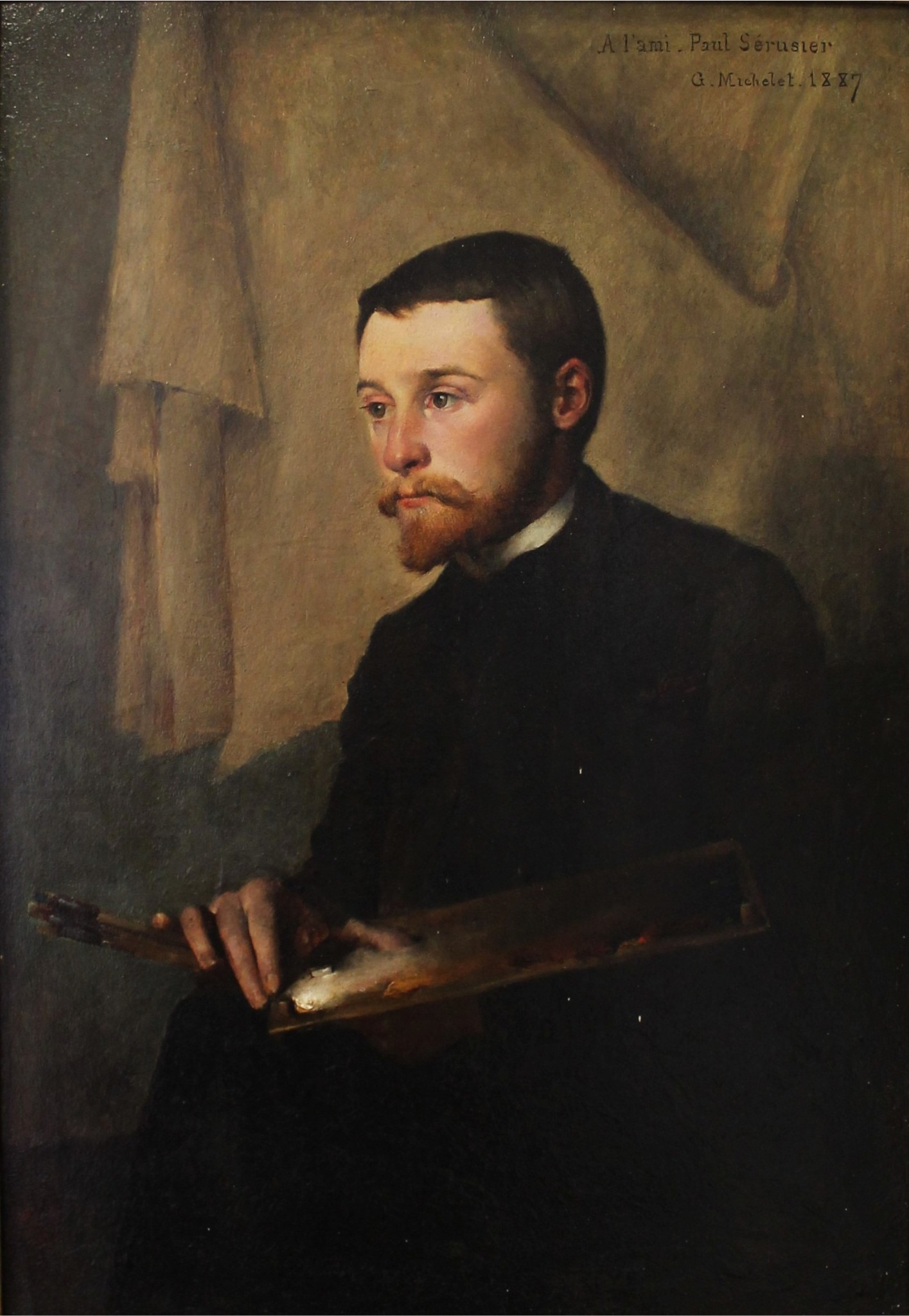
Georges Michelet, Paul Sérusier, 1887.

### Autres
- Paul Gauguin, Femme de Pont-Aven en coiffe et costume.
- Maurice Denis, Étude préparatoire de l'Hommage à Cézanne, 1900.